# Clavi-harpe
Ne doit pas être confondu avec Clavi harp.

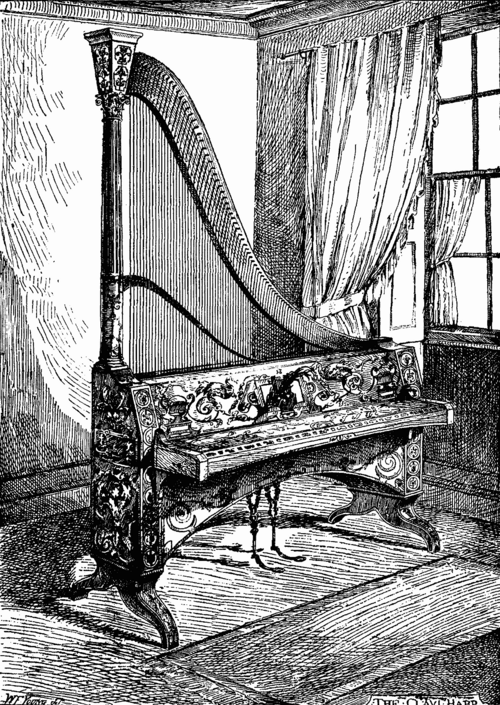
Un dessin d'un clavi-harpe de 1891 Scientific American.

Le clavi-harpe est un instrument de musique du XIXe qui combine une harpe avec un clavier. L'instrument a été inventé par J. C. Dietz en 1813. Son grand-père, l'un des premiers facteurs de pianos droits, frappé par la difficulté du et les défauts de la harpe, construit, en 1810, un instrument à cordes pincées à clavier, les cordes étant connectées à un clavier.
L'instrument a été conçu pour répondre aux limites de la harpe : sensibilité aux conditions atmosphériques de ses cordes catgut, inconsistance du son produit par les mouvements des doigts, faible diatonique (sauf pour la harpe à pédales) et absence de pédalier (appelé « lyre » sur un piano à queue). Sur le clavi-harpe, un clavier a été ajouté à une harpe, qui permet de pincer les cordes (comme pour le clavecin), plutôt que de les frapper (comme pour le piano).

## Caractéristiques
Les cordes du clavi-harpe sont en métal recouvert d'un matériau isolant afin de mieux maintenir le juste ton. Le clavier est le même que pour d'autres instruments à clavier, à savoir qu'il permet un jeu sur toute l'échelle chromatique. L'instrument possède deux pédales, l'une pour prolonger ou au contraire stopper la note, l'autre pour diviser certaines cordes en deux parties égales afin d'obtenir des octaves harmoniques. Le clavi-harpe est plus léger que le piano et est, par conséquent, plus facilement transportable.